# Quyền LGBT ở Myanmar
Quyền đồng tính nữ, đồng tính nam, song tính và chuyển giới (tiếng Myanmar: လိင်တူချစ်သူ, လိင်တူချစ်သူ, ရိုးရိုးနှင့်လိင်) ở Myanmar phải chịu sự đàn áp và phân biệt đối xử chính thức, với các cư dân LGBT phải đối mặt với những thách thức pháp lý và xã hội mà các công dân khác không gặp phải. Hoạt động tình dục đồng giới là bất hợp pháp và phần 377 của các đối tượng Bộ luật hình sự quốc gia đồng tính hành vi tình dục (bất kể họ có đồng thuận hay thực hiện ở chế độ riêng tư) đến một thời hạn tù từ mười năm đến chung thân. Người chuyển giới phải chịu sự quấy rối của cảnh sát và tấn công tình dục, và giới tính của họ không được nhà nước công nhận. Trong chế độ độc tài quân sự lâu dài của đất nước dưới chế độ độc tài Hội đồng Hòa bình và Phát triển Liên bang, rất khó để có được thông tin chính xác về tình trạng pháp lý hoặc xã hội của các công dân LGBT Miến Điện. Sau Cải cách dân chủ Myanma, những cải tiến về tự do truyền thông và dân sự đã cho phép LGBT mọi người có được tầm nhìn và hỗ trợ nhiều hơn ở nước này. Bất chấp chiến thắng bầu cử năm 2015 của Aung San Suu Kyi Liên minh Quốc gia vì Dân chủ, hứa hẹn cải thiện nhân quyền, không có thay đổi nào về chống LGBT luật pháp

## Bảng tóm tắt
| Hoạt động tình dục đồng giới hợp pháp                                                                                       | (Hình phạt: Lên đến tù chung thân, hiếm khi thi hành) |
| Độ tuổi đồng ý | No                                                    |
| Luật chống phân biệt đối xử chỉ trong việc làm                                                                              | No                                                    |
| Luật chống phân biệt đối xử trong việc cung cấp hàng hóa và dịch vụ                                                         | No                                                    |
| Luật chống phân biệt đối xử trong tất cả các lĩnh vực khác (bao gồm phân biệt đối xử gián tiếp, ngôn từ kích động thù địch) | No                                                    |
| Hôn nhân đồng giới | No                                                    |
| Công nhận các cặp đồng giới                                                                                                 | No                                                    |
| Con nuôi của các cặp vợ chồng đồng giới                                                                                     | No                                                    |
| Con nuôi chung của các cặp đồng giới                                                                                        | No                                                    |
| Người đồng tính nam và đồng tính nữ được phép phục vụ công khai trong quân đội                                              | No                                                    |
| Quyền thay đổi giới tính hợp pháp                                                                                           | No                                                    |
| Truy cập IVF cho đồng tính nữ                                                                                               | No                                                    |
| Mang thai hộ thương mại cho các cặp đồng tính nam                                                                           | No                                                    |
| NQHN được phép hiến máu | No                                                    |